# Дембський Віктор Васильович
Дембський Віктор Васильович (нар. 6 квітня 1940, Київ, УРСР, СРСР — 13 грудня 2021, Україна) — радянський, український кінооператор. Член Національної спілки кінематографістів України.

## Життєпис
Народився 6 квітня 1940 року в Києві в родині військовослужбовця. 1969 року закінчив Ленінградський державний інститут театру, музики і кінематографії. Працював на студії «Київнаукфільм», нині — на телебаченні.

## Фільмографія
- «Над нами Південний хрест» (1965, асистент оператора)
- «Всюди є небо» (1966, асистент оператора у співавт.)

Зняв стрічки:
- «Анничка» (1968, 2-й оператор у співавт.),
- «Футбол — сучасна тактика»,
- «Рицарі нашого двору»,
- «По сторінках Червоної книги»,
- «Зима надії» (1996),
- «Лист без конверта. Фільм 91» та «Отаманія. Фільми 94-95» в документальному циклі «Невідома Україна. Нариси нашої історії» (1993),
- «Найвірніша, найвміліша, найвідбірніша» тощо.